# Wiszniewo (rejon ignaliński)
Wiszniewo – wieś na Litwie, w okręgu uciańskim, w rejonie ignalińskim, w gminie Łyngmiany.

## Historia
W czasach zaborów w powiecie święciańskim, w guberni wileńskiej Imperium Rosyjskiego.
W dwudziestoleciu międzywojennym kolonia leżała w Polsce, w województwie wileńskim, w powiecie święciańskim, w gminie Kołtyniany.
W 1931 w 1 domu zamieszkiwały 3 osoby.
Miejscowość należała do parafii rzymskokatolickiej w Kołtynianach. Podlegała pod Sąd Grodzki w Święcianach i Okręgowy w Wilnie; właściwy urząd pocztowy mieścił się w Kołtynianach.